# Lorenz Weinzierl senior
Lorenz Weinzierl (* 6. August 1764 in Großmehring; † 23. Juni 1831 ebenda) war ein bayerischer Bierbrauer, Landwirt und Abgeordneter.

## Werdegang
1819 zog Weinzierl als Abgeordneter der Klasse V (Grundbesitzer ohne Gerichtsbarkeit) in die bayerische Kammer der Abgeordneten ein. Am 16. März 1819 wurde er zunächst vorübergehend, später für die gesamte Session beurlaubt. In der ersten öffentlichen Sitzung der zweiten Session am 29. Januar 1822 wurde sein Gesuch um Entlassung aus dem Landtag beraten, wobei er darlegte, dass seit dem Zeitpunkt seiner Beurlaubung in der ersten Session sein einziger Sohn (aus erster Ehe) verstorben sei und er wegen der Kränklichkeit seiner Ehefrau drei unmündige Töchter zu versorgen habe, deren älteste 17 Jahre alt sei. Diese häuslichen Umstände sowie der Umfang der Ökonomie wurden aber nicht als Entschuldigungsgrund anerkannt. Weinzierl wurde schließlich mit Stimmenmehrheit wegen eigener Kränklichkeit und namentlich wegen Harthörigkeit entlassen.